# Sterling North
Sterling North (* 4. November 1906 in Edgerton, Wisconsin; † 22. Dezember 1974 in Morristown, New Jersey) war ein US-amerikanischer Schriftsteller.
Als jüngstes von vier Kindern in Edgerton, Wisconsin, geboren, verlor North schon früh seine Mutter. Elfjährig zog er einen jungen Waschbären auf. Die Erlebnisse mit diesem Tier, zugleich eine Schilderung des ländlichen Lebens in Amerika zur Zeit des Ersten Weltkrieges, verarbeitete er 1963 zu dem Buch Rascal, das im deutschen Sprachraum unter dem Titel Rascal, der Waschbär bekannt und beliebt wurde. Obgleich nicht als Kinder- oder Jugendbuch konzipiert, wird es heute oft als solches vermarktet. Es wurde unter dem Titel Ein Frechdachs im Maisbeet (Rascal) von Walt Disney verfilmt, ebenso wie zuvor bereits sein anderer großer Bucherfolg Danny, das schwarze Schaf (So dear to my heart) unter dem Titel Ein Champion zum Verlieben (So Dear to My Heart). Sein Werk Danny, das schwarze Schaf ist nur noch antiquarisch erhältlich.
North erkrankte bald nach seinem Erlebnis mit Rascal an Kinderlähmung, erholte sich aber später, verdiente sich sein Studium durch Zeitungsbeiträge und arbeitete schließlich als Chefredakteur eines Verlags. Das Haus, in dem er aufwuchs und das ein wichtiger Schauplatz der Erzählung über Rascal ist, wird heute als Gedenkstätte und Veranstaltungsort genutzt.